# Liepāja
Liepāja ( výslovnost, dříve Libava z německého Libau, polsky: Lipawa, rusky: Либава (Libava) nebo Лиепая (Liepaja)) je třetí největší město v Lotyšsku a důležitý nezamrzající přístav Baltského moře, významné centrum kultury, vzdělání a průmyslu. Leží v historické zemi Kuronsko (lotyšsky Kurzeme) 223 km západně od Rigy a žije v ní přibližně 67 tisíc obyvatel.

## Etymologie
Název města pochází od kurské rybářské vesničky Liva, která je pojmenována podle stejnojmenné řeky, jejíž název je odvozen od kurského slova liiv (písek). Není tedy odvozen od slova lípa (lotyšsky Liepa), ačkoli má lípy ve svém městském znaku. Znak byl přijat 22. března 1625, čtyři dny poté, co byla městu udělena městská práva.

## Geografie
Liepāja se nachází na pobřeží Baltského moře v jihozápadní části Lotyšska. Nejzápadnější bod Lotyšska (kterému nepatří žádné ostrovy) se nachází přibližně 15 kilometrů na jih, což dělá z Liepāje nejzápadněji položené lotyšské město.

## Demografie
S 69 180 obyvateli v roce 2018 je Liepāja třetím největším městem Lotyšska, ačkoliv počet obyvatel města se od roku 1991 neustále snižuje. Nejvýraznější úbytek obyvatelstva nastal kvůli odsunu personálu Rudé armády a emigraci množství rusky mluvících rodin do Ruska v letech 1991–2000. Dalšími příčinami úbytku obyvatelstva je emigrace do západoevropských zemí po vstupu Lotyšska do Evropské unie v roce 2004 a nízká porodnost. Některé prognózy vývoje obyvatelstva předpokládají snížení populace města až o 50 % do roku 2050.
Podle údajů z roku 2017 tvoří Lotyši 55,7 % obyvatelstva Liepāje (pro srovnání, podíl etnických Lotyšů celostátně je 62 %). Rusové představují dodnes nezanedbatelnou menšinu (Liepāja 30 %, Lotyšsko 25,4 %). Jejich status v dnešním Lotyšsku je stále nevyjasněnou otázkou, protože mnozí nemají lotyšské občanství.

## Sport
- FK Liepāja – fotbalový klub
- HK Liepāja – hokejový klub
- BK Liepāja – basketbalový klub
- FK Kurši - florbalový klub

## Doprava
Ve městě se nachází důležitý nezamrzající obchodní přístav. Pravidelná linka trajektů vede do severoněmeckého Travemünde (předměstí Lübecku).
Severní část města tvoří bývalá námořní základna Karosta, založená v 90. letech 19. století, která v dobách SSSR patřila mezi uzavřená města; byla zde základna sovětského ponorkového námořnictva a sklad nukleárních zbraní. Nyní zde působí opravna lodí.
Liepāja je jedním ze tří lotyšských měst, kde je v provozu tramvajová doprava. Ta je doplněna městskou autobusovou dopravou.
Železniční trať spojuje město s Jelgavou. Byla dokončena až za samostatné Lotyšské republiky, roku 1929, je jednokolejná a není elektrifikovaná; má význam především pro nákladní dopravu, týdenní počet osobních spojů (rychlíky do Rigy) je minimální. Další dvě trati vedoucí do města již zanikly – nejstarší, vybudovaná za carského Ruska a vedoucí přes nynější Litvu, i nejnovější, vybudovaná v době Lotyšské SSR a vedoucí podél pobřeží na sever do přístavu Ventspils.

## Významní rodáci
- Rūdolfs Balcers – lední hokejista
- Joan Brehms – divadelní architekt, scénograf a malíř, autor původní koncepce otáčivého hlediště v Českém Krumlově (1958)
- August Davidov – matematik
- Stanisław Jaśkiewicz – polský herec a divadelní režisér
- Kristaps Porziņģis – basketbalista
- Anastasija Sevastovová – tenistka
- Jānis Vanags – luterský teolog a arcibiskup
- Māris Verpakovskis – fotbalista